# Publius Cornelius Cossus (tribun consulaire en -408)
Pour les articles homonymes, voir Cornelius Cossus.
Publius Cornelius Cossus est un homme politique de la République romaine, tribun militaire à pouvoir consulaire en 408 av. J.-C.

## Famille
Il est membre des Cornelii Cossi, branche de la gens patricienne Cornelia. Il est le fils d'Aulus Cornelius Cossus, consul en 428 av. J.-C. et le petit-fils d'un Marcus Cornelius. Son nom complet est Cnaeus Cornelius A.f. M.n. Cossus. Il est le frère de Cnaeus Cornelius Cossus, consul en 409 av. J.-C.

## Biographie
Cossus est tribun consulaire en 408 av. J.-C. avec deux autres collègues patriciens également, Caius Iulius Iullus et Caius Servilius Ahala, après cinq années successives où ce sont des consuls qui ont été élus. L'élection de tribuns consulaires en 408 inaugure une période où cette magistrature est utilisée plus régulièrement et où le nombre de tribuns élus chaque année augmente progressivement.
Malgré l'opposition de Cossus et de Iullus, Ahala nomme un dictateur pour mener la campagne militaire contre les Èques et les Volsques, et devient lui-même maître de cavalerie.